# Гейлер, Ноэль
Ноэль Артур Мередит Гейлер (англ. Noel Arthur Meredyth Gayler; 25 декабря 1914 — 14 июля 2011) — американский военный деятель, адмирал, директор Агентства национальной безопасности США (1969—1972), командующий Тихоокеанским командованием США в 1972—1976.

## Биография
Родился в Бирмингеме, Алабама, окончил Военно-морскую академию США в 1935. До начала Второй мировой войны служил в инженерных частях на ряде судов. После окончания лётной школы в 1940 получил назначение в эскадрилью VF-3 и уничтожил пять вражеских самолетов в воздушных боях. За боевые заслуги в период с февраля по май 1942 трижды был награждён Военно-морским крестом, став первым, трижды удостоенным этой награды. В 1943—1944 служил летчиком-испытателем, командовал эскадрильей VF-12 в 1944—1945.
В 1946—1948 служил в качестве исполнительного директора, а затем заместителя директора Центра специального оборудования. В 1948—1949 служил на корабле Bairoko, после чего возглавил Отдел военного планирования в Вашингтоне, и находился в этой должности с 1949 по 1951. В 1951—1954 был командующим эскадрильей VX-3 в Атлантик-Сити, Нью-Джерси, в 1954—1956 служил в Управлении начальника военно-морских операций, с 1957 по апрель 1959 был помощником по морским делам министра военно-морских сил США.
Командовал авианосцем Рейнджер с мая 1959 до июня 1960 года, затем служил военно-морским атташе США в Лондоне с августа 1960 по август 1962. С августа 1963 по август 1967 — помощник начальника планирования морских операций, в сентябре 1967 — июле 1969 — заместитель начальника штаба объединенного стратегического планирования на авиабазе Оффатт, штат Небраска.
Назначен директором Агентства национальной безопасности в июле 1969 и служил в этой должности до августа 1972, когда был произведён в адмиралы и назначен на должность главнокомандующего Тихоокеанского командования США. В последней должности прослужил до своей отставки в августе 1976.
Умер в Алегзандрии (Виргиния) в возрасте 96 лет.